# Persone di cognome Gallagher
| Questa pagina contiene informazioni ricavate automaticamente dalle voci biografiche con l'ausilio del template Bio e di un bot. L'aggiornamento è periodico e automatico e ricostruisce completamente la pagina. Se manca una persona in questa lista, sei pregato di non aggiungerla, ma accertati piuttosto che la sua voce biografica contenga il template Bio e che i dati anagrafici siano correttamente compilati. Se il template Bio manca, inseriscilo tu stesso o, in alternativa, metti l'avviso {{tmp\|Bio}} che ne segnala la mancanza. Se i dati riportati sono sbagliati, correggi direttamente la voce biografica; le modifiche saranno visibili in questa lista entro pochi giorni. Per chiarimenti vedi il progetto biografie. La lista contiene solo le 44 persone che sono citate nell'enciclopedia e per le quali è stato implementato correttamente il template Bio. Pagina aggiornata al 3 nov 2022. |

Questa è una lista di persone presenti nell'enciclopedia che hanno il cognome Gallagher, suddivise per attività principale.

## Arbitri di calcio(1)
- Dermot Gallagher, ex arbitro di calcio inglese (Ringsend, n.1957)

## Arcivescovi cattolici(1)
- Paul Richard Gallagher, arcivescovo cattolico inglese (Liverpool, n.1954)

## Artisti(1)
- Ellen Gallagher, artista statunitense (Providence, n.1965)

## Artisti marziali misti(1)
- James Gallagher, artista marziale misto britannico (Strabane, n.1996)

## Attori(9)
- Aidan Gallagher, attore, musicista e attivista statunitense (Los Angeles, n.2003)
- Carole Gallagher, attrice statunitense (San Francisco, n.1923 - Los Angeles, † 1966)
- David Gallagher, attore statunitense (New York, n.1985)
- Helen Gallagher, attrice, cantante e ballerina statunitense (New York, n.1926)
- Kathryn Gallagher, attrice e cantante statunitense (New York, n.1993)
- Megan Gallagher, attrice statunitense (Reading, n.1960)
- Patrick Gallagher, attore canadese (New Westminster, n.1968)
- Peter Gallagher, attore statunitense (New York, n.1955)
- Richard Gallagher, attore statunitense (Terre Haute, n.1891 - Santa Monica, † 1955)

## Attori pornografici(1)
- Anna Bell Peaks, ex attrice pornografica statunitense (Chatsworth, n.1981)

## Calciatori(9)
- Brian Gallagher, calciatore inglese (Oldham, n.1938 - † 2011)
- Charlie Gallagher, calciatore irlandese (Glasgow, n.1940 - † 2021)
- Conor Gallagher, calciatore inglese (Epsom, n.2000)
- Declan Gallagher, calciatore scozzese (Rutherglen, n.1991)
- Jimmy Gallagher, calciatore statunitense (Kirkintilloch, n.1901 - Cleveland, † 1971)
- Jon Gallagher, calciatore irlandese (Dundalk, n.1996)
- Paul Gallagher, ex calciatore scozzese (Glasgow, n.1984)
- Sam Gallagher, calciatore australiano (Sydney, n.1991)
- Sam Gallagher, calciatore inglese (Crediton, n.1995)

## Cantautori(2)
- Noel Gallagher, cantautore, chitarrista e produttore discografico britannico (Manchester, n.1967)
- Liam Gallagher, cantautore britannico (Manchester, n.1972)

## Cestisti(1)
- Chad Gallagher, ex cestista statunitense (Rockford, n.1969)

## Chitarristi(2)
- Shane Gallagher, chitarrista statunitense (Fontana, n.1973)
- Rory Gallagher, chitarrista e cantante irlandese (Ballyshannon, n.1948 - Londra, † 1995)

## Comici(1)
- Gallagher, comico e doppiatore statunitense (Fort Bragg, n.1946)

## Copiloti di rally(1)
- Fred Gallagher, copilota di rally britannico (Belfast, n.1952)

## Direttori della fotografia(1)
- Joseph E. Gallagher, direttore della fotografia statunitense (New York, n.1964)

## Fumettisti(1)
- Fred Gallagher, fumettista statunitense

## Giocatori di baseball(1)
- Alan Gallagher, giocatore di baseball statunitense (San Francisco, n.1945 - Fresno, † 2018)

## Hockeisti su ghiaccio(1)
- Brendan Gallagher, hockeista su ghiaccio canadese (Edmonton, n.1992)

## Imprenditori(1)
- Seán Gallagher, imprenditore e politico irlandese (Monaghan, n.1962)

## Mezzofondisti(1)
- Kim Gallagher, mezzofondista statunitense (Filadelfia, n.1964 - Oreland, † 2002)

## Poeti(1)
- Tess Gallagher, poetessa e scrittrice statunitense (Port Angeles, n.1943)

## Politici(1)
- Mike Gallagher, politico statunitense (Green Bay, n.1984)

## Politologi(1)
- Thomas Gerard Gallagher, politologo e accademico britannico (Glasgow, n.1954)

## Rugbisti a 15(1)
- John Gallagher, rugbista a 15 neozelandese (Londra, n.1964)

## Scacchisti(1)
- Joseph Gallagher, scacchista britannico (n.1964)

## Sciatori alpini(2)
- Jessica Gallagher, sciatrice alpina, atleta paralimpica e paraciclista australiana (Geelong, n.1986)
- Kelly Gallagher, ex sciatrice alpina britannica (n.1985)

## Tastieristi(1)
- Mick Gallagher, tastierista inglese (Newcastle upon Tyne, n.1945)